# 叙普河畔孔代
敘普河畔孔代（法語：Condé-sur-Suippe，法語發音：[kɔ̃de syʁ sɥip]）是法国上法蘭西大區埃纳省的一个市镇，属于拉昂区。

## 地理
叙普河畔孔代（49°25'12"N, 3°57'0"E）面积5.83 平方千米，位于法国上法蘭西大區埃纳省，该省份为法国北部内陆省份，北起北部省，西接索姆省和瓦兹省，东临阿登省和马恩省，西南至塞纳-马恩省，东北部与比利时接壤。
与叙普河畔孔代接壤的市镇（或旧市镇、城区）包括：阿吉尔库尔、贝里欧巴克、瑞万库尔和达马里、瓦里斯库尔、埃纳河畔新城、科尔米西。

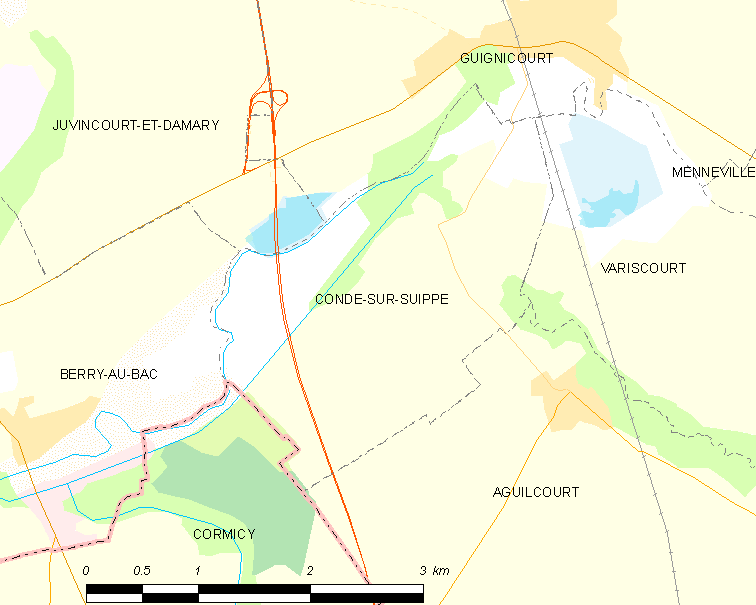
叙普河畔孔代的OSM定位图

叙普河畔孔代的时区为UTC+01:00、UTC+02:00（夏令时）。

## 行政
叙普河畔孔代的邮政编码为02190，INSEE市镇编码为02211。

## 政治
叙普河畔孔代所属的省级选区为埃纳河畔新城县。

## 人口

1962-2008年间叙普河畔孔代人口变化图示

叙普河畔孔代于2022年1月1日时的人口数量为343人。